# Winanda Spoor
Winanda Spoor (Rijswijk, 27 januari 1991) is een Nederlands wielrenster die actief is op de weg en op de baan. Ze reed voor Dolmans Boels, Lensworld-Kuota en in 2018 voor het Britse WNT-Rotor.
Bij de junioren werd ze in 2008 Nederlands kampioene op de weg en in 2009 won ze brons op het wereldkampioenschap op de baan in Moskou in de ploegenachtervolging samen met Amy Pieters en Lotte van Hoek. Van 2010 tot 2012 fietste Spoor bij Dolmans Boels en werd in 2010 Nederlands kampioene op de baan bij de elite in de scratch. Vanaf 2013 reed ze weer voor Jan van Arckel, in dat jaar werd ze Nederlands baankampioene in het omnium en een jaar later herwon ze de nationale titel in de scratch. In 2014 won ze tevens de vierde etappe in de Tsjechische rittenkoers . In 2016 tekende ze bij Lensworld-Kuota, waar ze twee jaar achter elkaar het sprintklassement won in de Holland Ladies Tour. Aanvankelijk kreeg ze bij deze ploeg een contractverlenging, maar door een bedrijfsfusie trok de sponsor de stekker uit de ploeg. Spoor kwam alsnog zonder ploeg te zitten in 2018 en moest noodgedwongen terug naar haar clubteam. In mei 2018 kreeg ze toch nog een contract bij de Britse ploeg WNT-Rotor, waar ook de Nederlandse Aafke Soet rijdt.

## Palmares

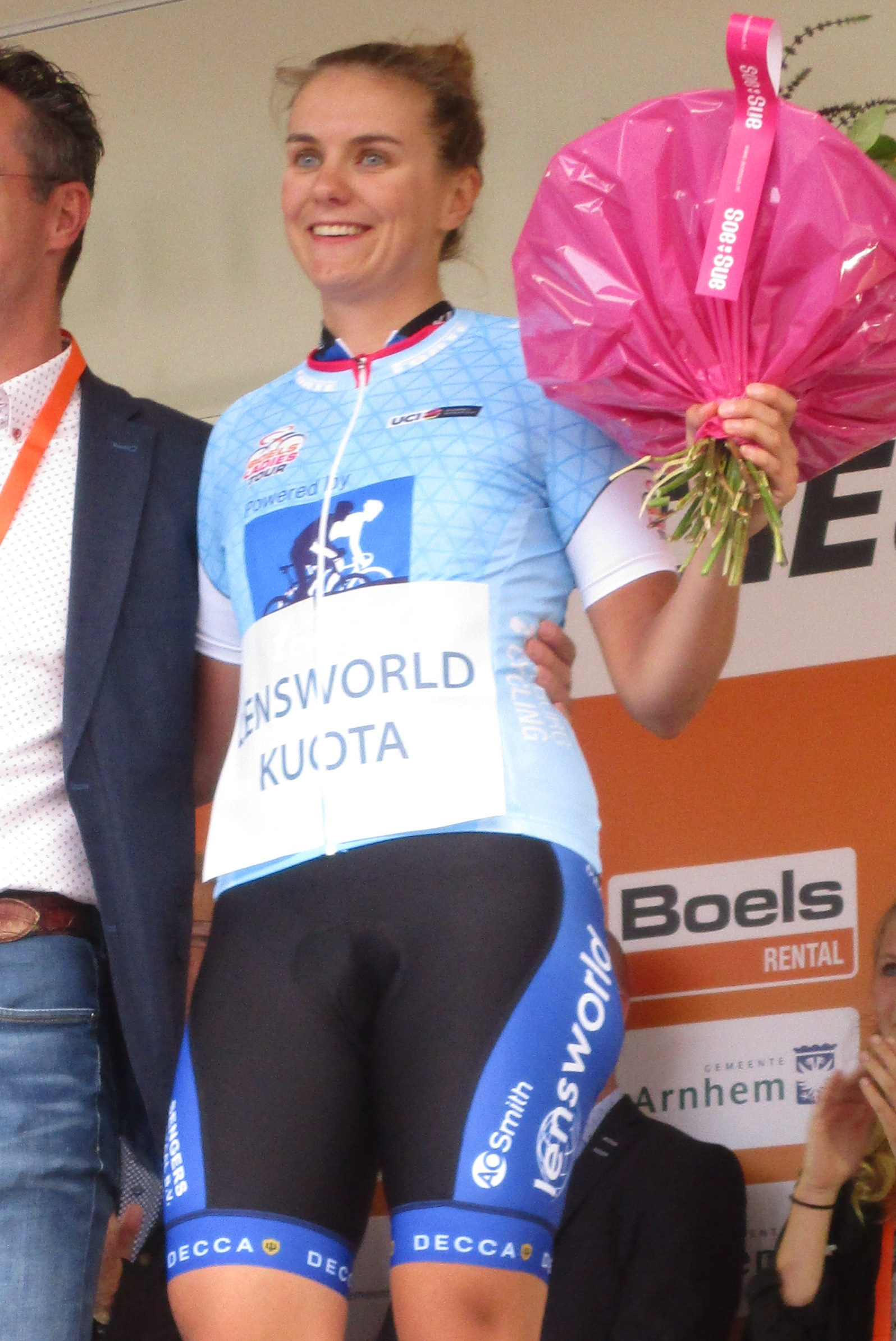
Net als in 2016 won Spoor ook de sprinttrui in de Boels Ladies Tour 2017.

### Weg
2008
 Nederlands kampioen op de weg, junior
2011
Knokke-Heist-Bredene
2014
4e etappe Tour de Feminin - O cenu Českého Švýcarska
2016
Sprintklassement Boels Ladies Tour
2017
Sprintklassement Boels Ladies Tour
2018
Strijdlustklassement Healthy Ageing Tour

### Baan
2009
 Wereldkampioenschap ploegenachtervolging in Moskou, junior (met Amy Pieters en Lotte van Hoek)
2010
 Nederlands kampioen scratch, elite
 Nederlands kampioenschap koppelkoers (met Nina Kessler)
2011
 Nederlands kampioenschap koppelkoers (met Vera Koedooder)
2013
 Nederlands kampioen omnium, elite
 Nederlands kampioenschap koppelkoers (met Kirsten Wild)
 Nederlands kampioenschap achtervolging
2014
 Nederlands kampioen scratch, elite
 Nederlands kampioenschap koppelkoers (met Sigrid Jochems)
 Nederlands kampioenschap omnium
 Nederlands kampioenschap achtervolging